# حلزون گل‌خوار کره‌ای
حلزون گل‌خوار کره‌ای (نام علمی: Bullacta exarata) نام یک گونه از شاخه نرم‌تنان است.